# Нико Ковач
Нико Ковач (на сърбохърватски: Niko Kovač) е бивш хърватски футболист, роден на 15 октомври 1971 г. в Берлин. Брат му Роберт също е футболист.
От 1991 до 1996 г. играе в Херта, от 1996 до 1999 г. — в Байер Леверкузен, от 1999 до 2001 г. в Хамбургер, след това преминава през Байерн Мюнхен и отново Херта. През 2006 г. отива да играе в Австрия за Ред Бул Залцбург, където и завършва кариерата си през 2009 г.
От 2009 до 2012 работи като треньор в Ред Бул Залцбург, като първоначално е треньор на младежкия отбор, а по-късно - помощник-треньор в първия отбор. От 2013 до 2015 е старши треньор на националния отбор на Хърватия. На 8 март 2016 е обявен за старши треньор на германския Айнтрахт Франкфурт.